# 圣母领报堂 (锡耶纳)

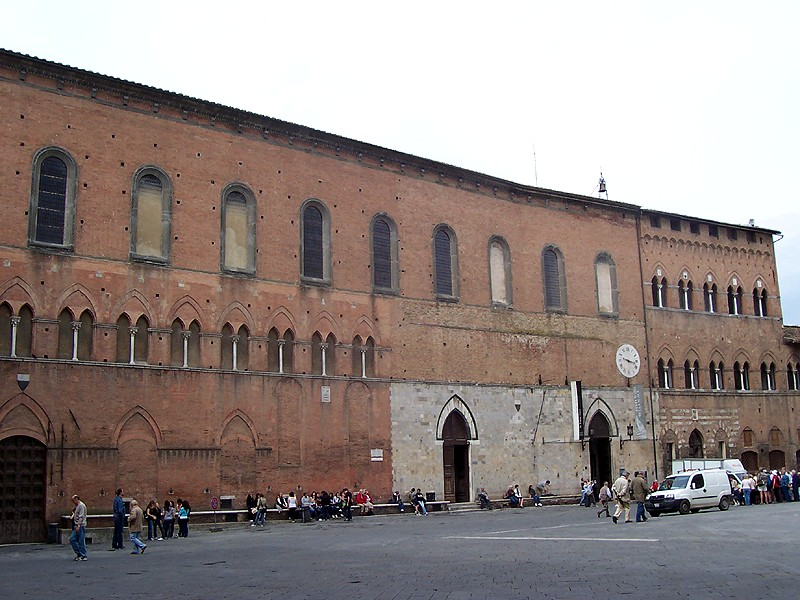
外观

圣母领报堂（義大利語：Chiesa della Santissima Annunziata）是一座罗马天主教教堂，位于意大利托斯卡纳大区锡耶纳的泰尔齐（Terzi）区，面向主教座堂广场，在锡耶纳主教座堂前面，与古老的阶梯圣母医院合一。

## 历史
该堂最初是医院的小堂，1090年3月29日的一项捐赠法案记录了这一点。教堂建于1257年，在十五世纪下半叶由吉多西奥·迪·安德里亚和弗朗切斯科·迪·乔治进行了彻底改造。17世纪末，朱塞佩·马祖利重建了正祭台和两侧祭坛。十八世纪初又建造了两座。1730年，重新装饰后堂水池。

## 外观
圣母领报堂没有自己的立面：事实上，它位于阶梯圣母医院建筑群内，俯瞰着主教座堂广场。它也没有钟楼，左侧面向广场；立面砖砌，在右侧的底部，部分以大理石覆盖，在左侧中部，有一排大理石柱支撑的竖框窗户。大门开在有大理石覆盖的区域。

## 内部

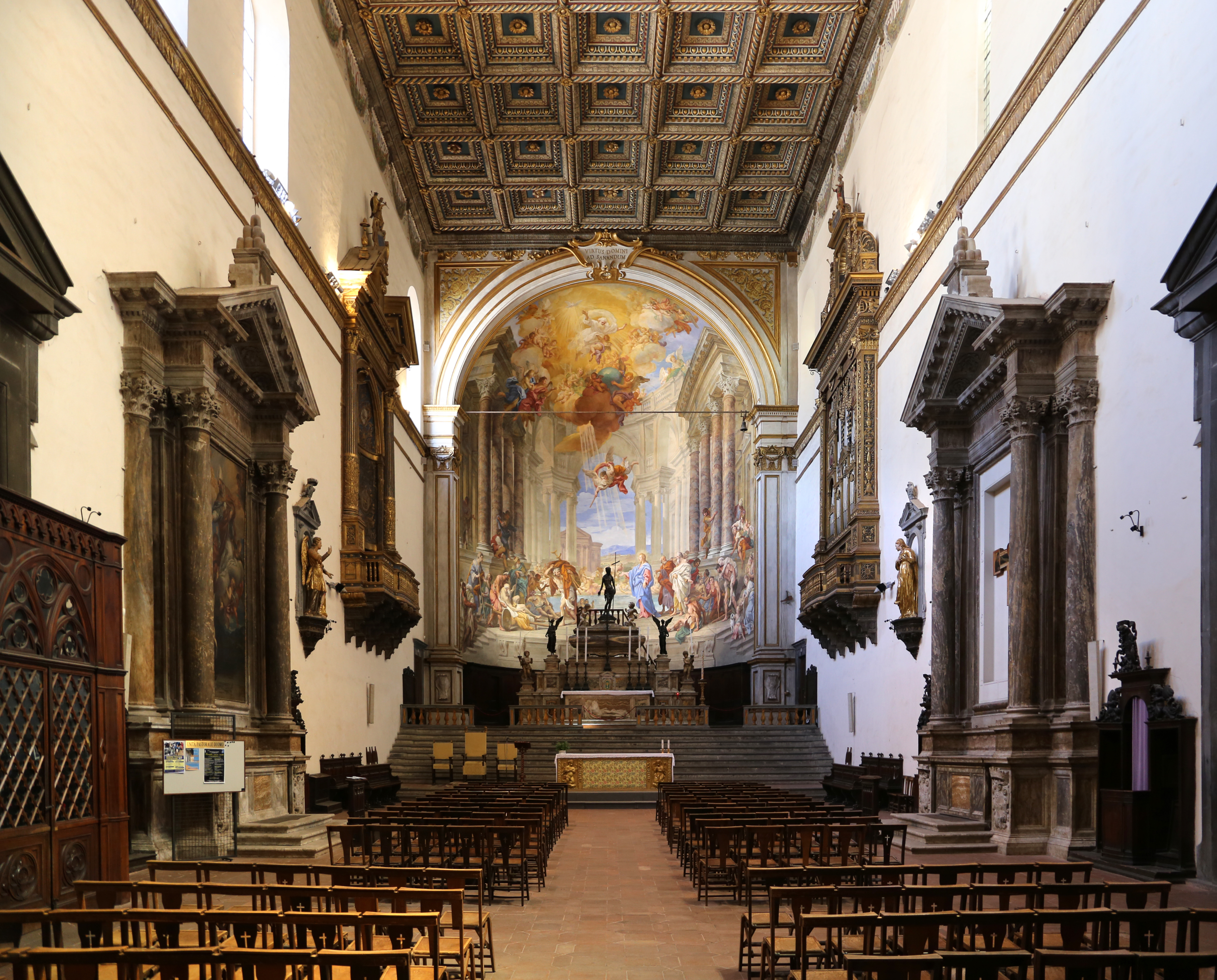
内部

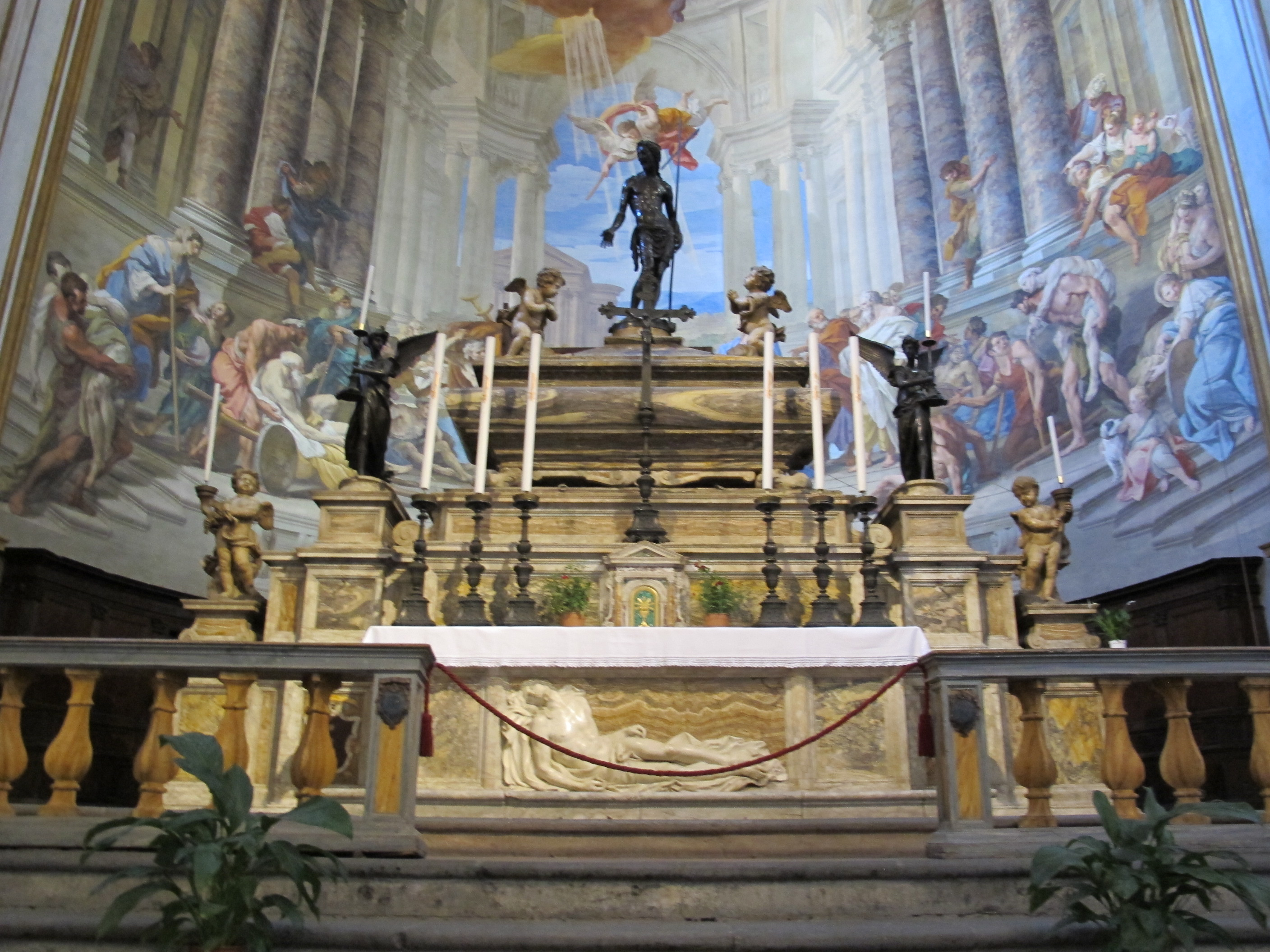
正祭台

该堂为单中殿，天花板很高，是木质格子的。中殿两侧的墙壁，有四座建于17世纪末的大理石祭坛，上面都是三角形的门楣，两边由两根科林斯式的柱子支撑，每个祭坛都装饰着一幅祭坛画。右侧第一个祭坛是彼得罗·洛卡特利的《圣母升天》， 对面祭坛是乔瓦尼·玛丽亚·莫兰迪的《圣母领报》，左侧第二个祭坛是西罗·费里的《圣德肋撒的异象》。
在后殿有塞巴斯蒂亚诺·孔卡的大型湿壁画《水池》（Piscina probatica），由阶梯圣母医院订制，绘制于1731-1732年，描绘了耶路撒冷的毕士大池，引自约翰福音5:2-3, 描绘病人站在水池附近，希望奇迹般的治愈。湿壁画于2004年修复。
大理石正祭台上面是青铜雕像《基督复活》，是韦基耶塔的作品，创作于1476年，这是十五世纪锡耶纳最具表现力的杰作，模仿了多纳泰罗的作品。两侧的青铜天使创作于16世纪，由金匠和雕塑家阿库尔西奥·巴尔迪制作。帷幔上饰有朱塞佩·马祖利的“被诅咒的基督”，而祭坛上的大理石雕塑来自他的工作室。

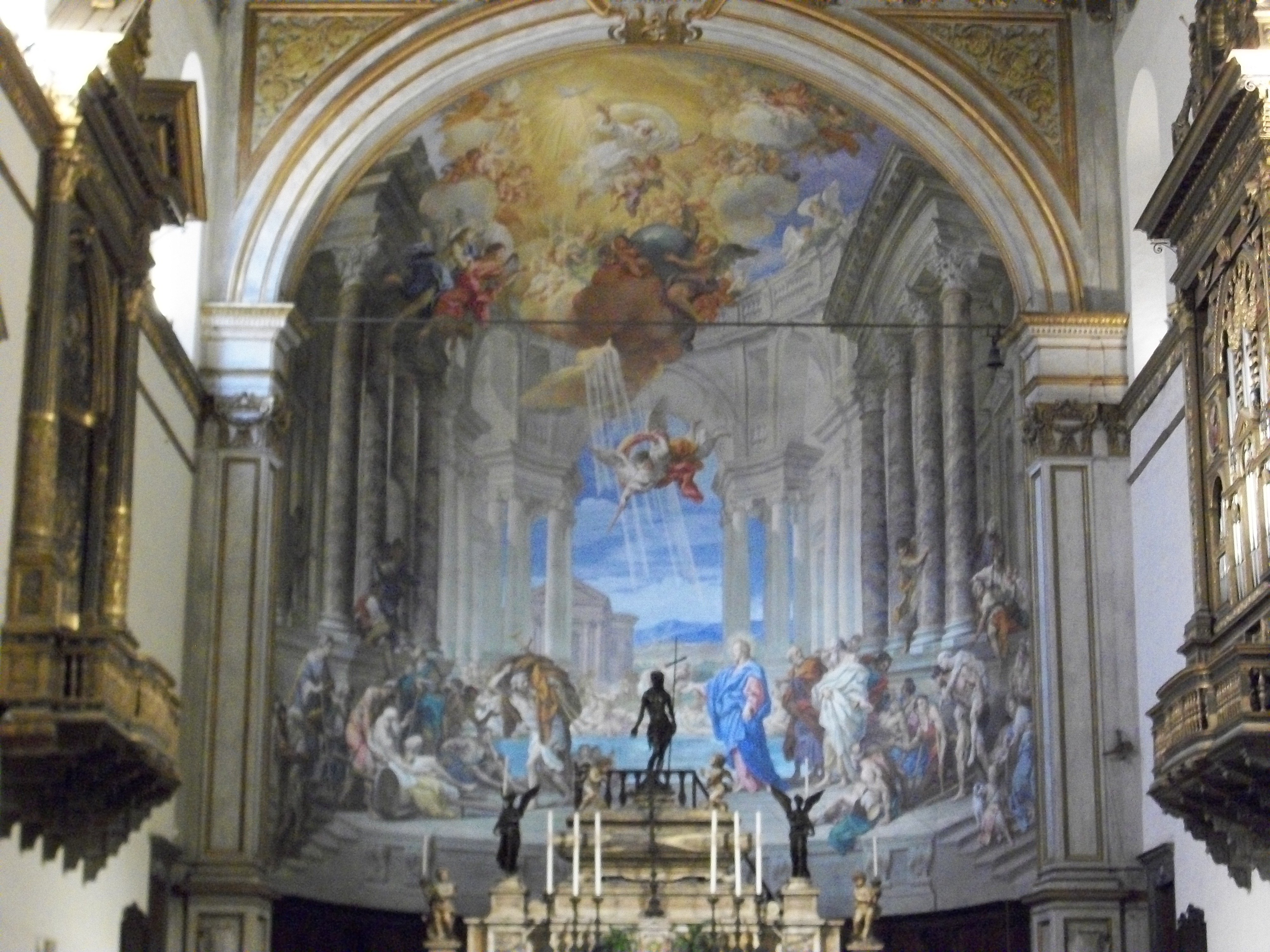
《水池》，塞巴斯蒂亚诺·孔卡，1731-1732
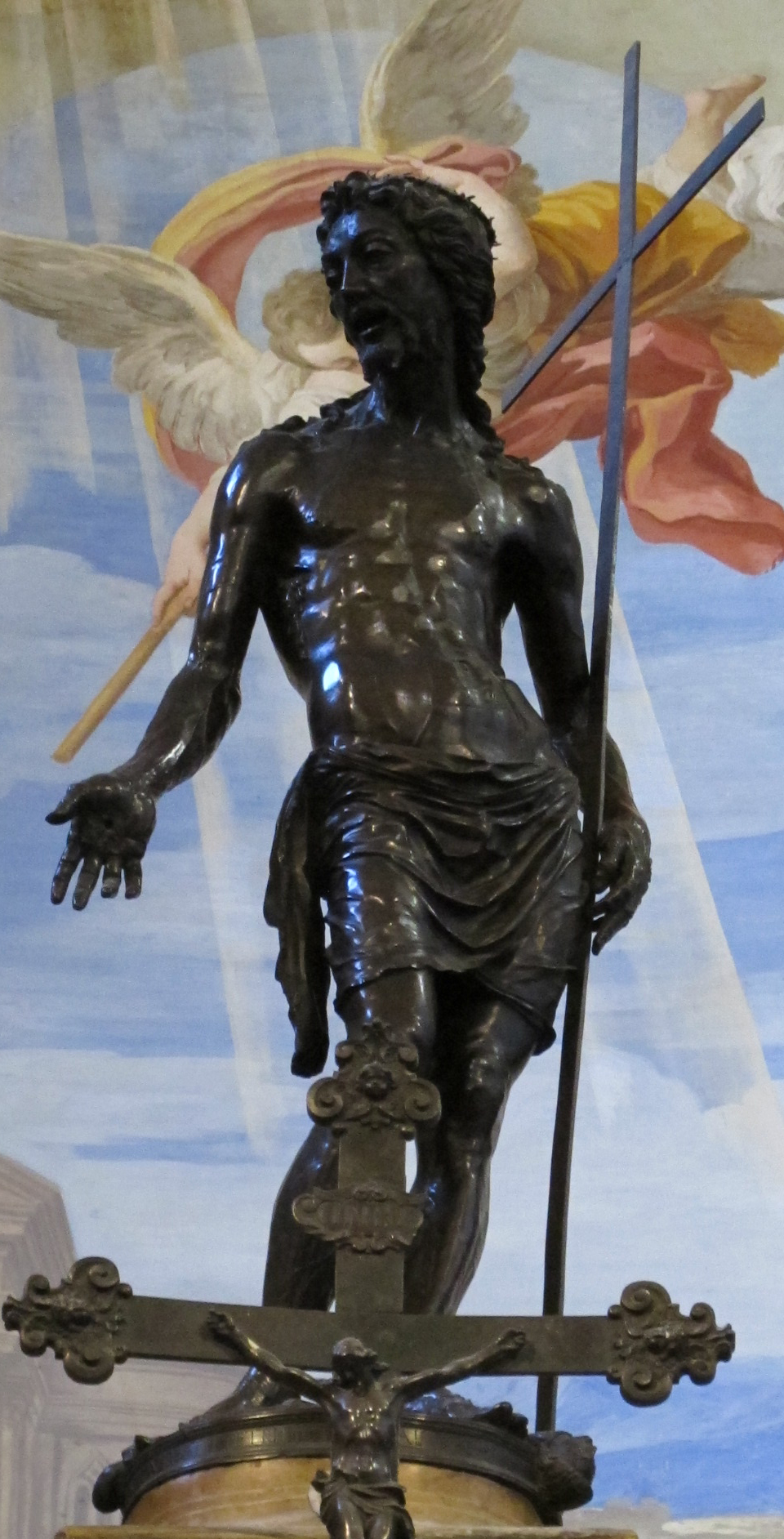
《基督复活》，韦基耶塔，1476
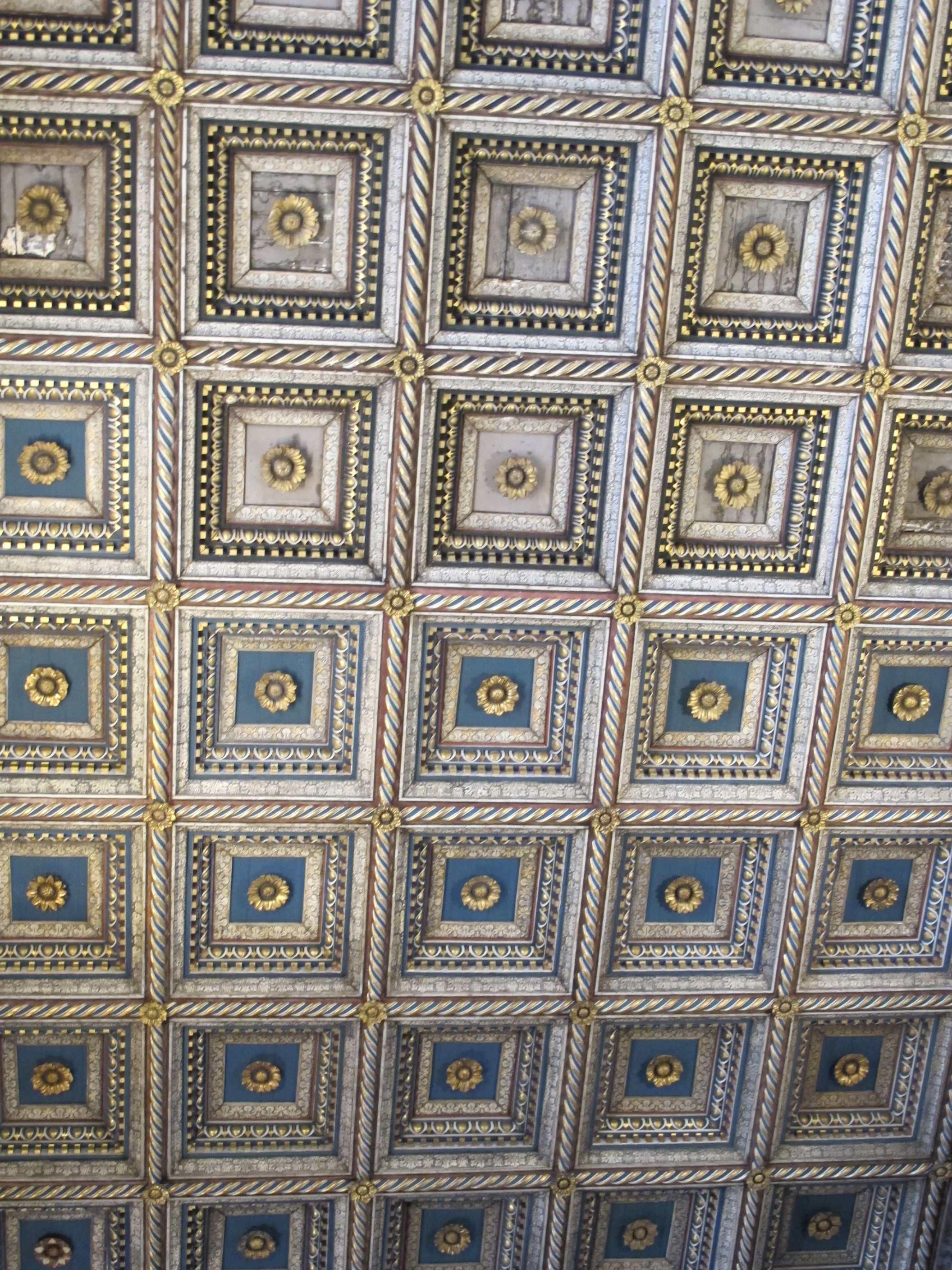
天花板
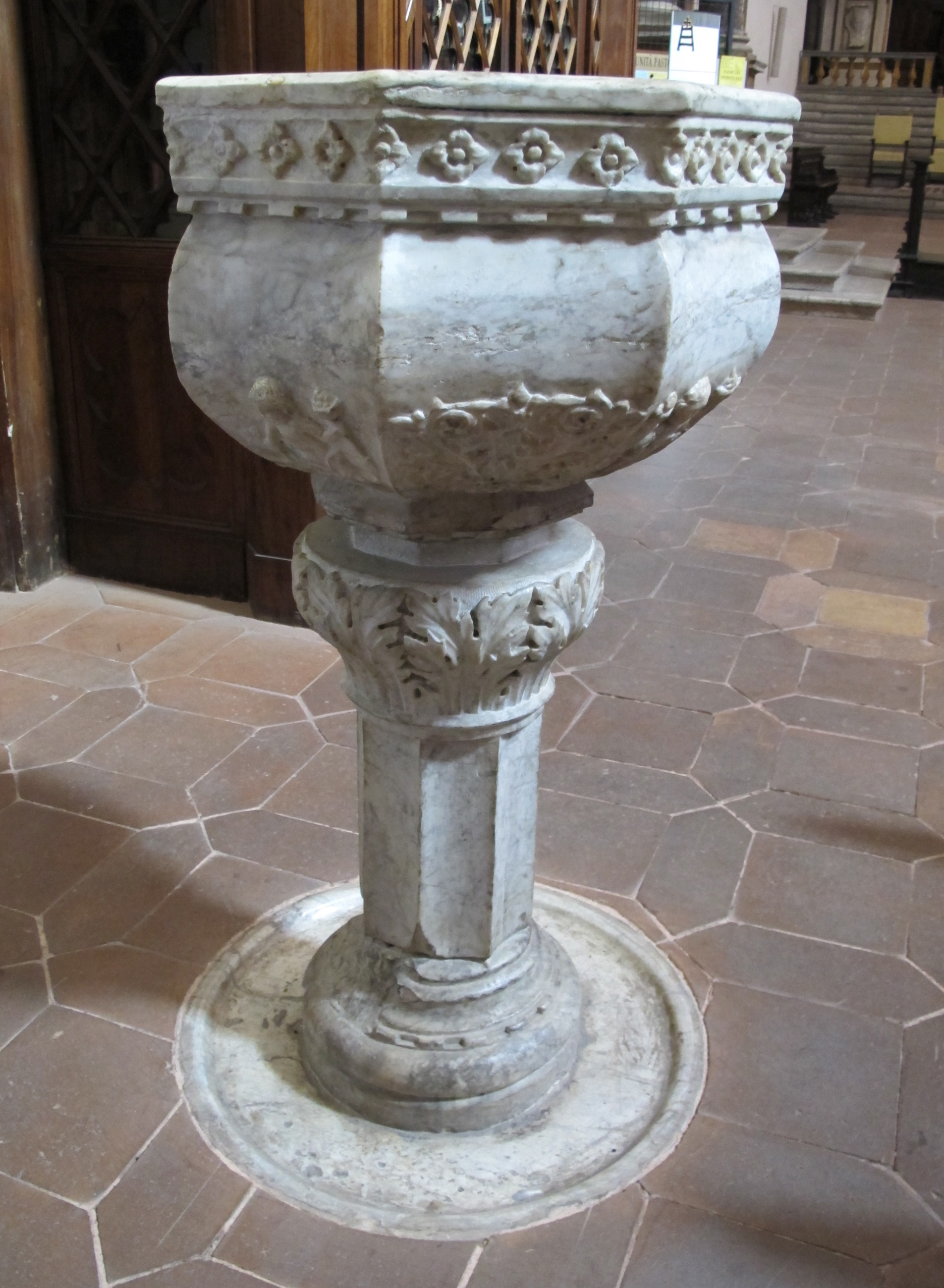
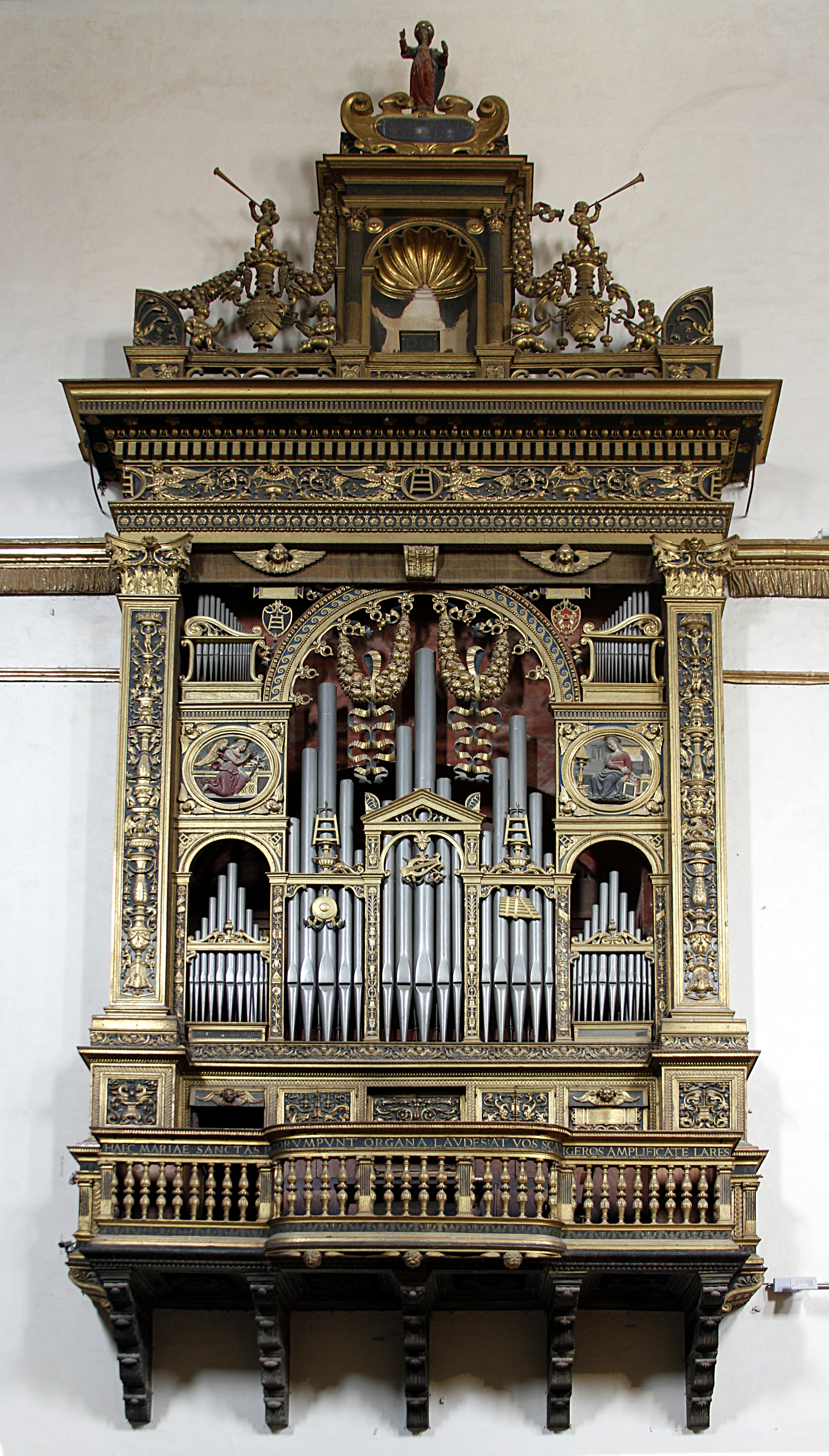
管风琴